# 毛甸子镇
毛甸子镇，是中华人民共和国辽宁省丹东市宽甸满族自治县下辖的一个乡镇级行政单位。

## 行政区划
毛甸子镇下辖以下地区：
毛甸子村、毛山子村、洼子沟村、二道沟村、肖家堡子村、宝石村、丰裕村、二道岗子村、杨木沟村和兴荣村。